# Rodrigo Massa
Rodrigo Massa es un actor, conductor, cantante y compositor brasileño conocido por su trabajo en series de televisión como El Dragón: El regreso de un guerrero (Netflix), La piloto (Netflix), Like, la leyenda (Televisa) y El color de la pasión (Televisa). Actualmente es parte del elenco principal de la serie The Spencer Sisters en CTV.

## Biografía y carrera televisiva
Rodrigo Massa Moreira da Silva nació el 26 de marzo de 1992  en  São Bernardo do Campo, Brasil. Después de estudiar cuatro semestres de Letras Hispánicas en la Universidad de São Paulo, decidió abandonar sus estudios y su trabajo como maestro de idiomas en Berlitz para mudarse a México y probar suerte en el mundo del espectáculo. Consiguió trabajo como maestro en Berlitz Polanco, en la Ciudad de México, y en sus tiempos libres buscaba agencias y hacía cástines.
Rodrigo incursiona en la conducción televisiva en transmisiones como los Premios Oye, Conecta-TD, El Buen Fin, La Voz México y Lunadas. También estrena el programa infantil 1 2 3 Clic y conduce dos temporadas de México Suena (2012-2013) junto a Vielka Valenzuela, Mario Lafontaine, Helena Guerrero, Carlos Trillo y Roberto Carlo.
En el 2013 interpreta a un agente del FBI en No se aceptan devoluciones (Instructions Not Included), película mexicana producida, dirigida y protagonizada por Eugenio Derbez que ha roto récords de taquilla a nivel internacional.
Como conductor, arranca uno de los proyectos más importantes de su carrera en mayo del 2013: Elle México Diseña, un reality show donde Rodrigo y el jurado de especialistas compuesto por Sara Galindo, Rolando Santana y Andy Torres viajan toda la República Mexicana en busca de los mejores diseñadores de moda del país. El programa fue transmitido por E! Entertainment Televisión en toda Latinoamérica durante los meses de mayo, junio y julio, alcanzando el segundo lugar entre los programas más vistos del canal durante el 2013. Paralelamente, Rodrigo siguió trabajando como conductor en programas como Top Five República Checa (TLC) y Tú Diriges (Televisa).
En el 2014 le da vida al personaje antagónico Amador Zúñiga en los cinco capítulos iniciales de la telenovela "El color de la pasión", transmitida por el Canal de las Estrellas (Televisa, Canal 2).
El 30 de abril de 2014 estrena la cuarta temporada de su programa en E! Entertainment Televisión, que a partir de ese año pasa a llamarse simplemente México Diseña.
En el 2015, después de una corta temporada conduciendo el programa Latin Stage en Ritmoson latino, Rodrigo regresa a la pantalla de E! para conducir el programa Zona Trendy. La noticia se hizo oficial el 24 de noviembre durante la fiesta que organizó E! Entertainment Televisión para celebrar el octavo aniversario del programa entre celebridades e invitados especiales como Max Villegas, Gonzalo García Vivanco, José Pablo Minor y Diego Alfaro, los cuatro hosts que han pasado por Zona Trendy en los últimos ocho años.
Ese mismo año se le ofreció un papel en la serie Un Mal Date, de Blim. En la trama Rodrigo es Omar Santiago, el novio infiel de la protagonista Laya (Ximena Sariñana).
En el 2017 obtuvo su primer papel en una película estadounidense: AJ en la comedia romántica Destination Wedding de Hallmark Channel.
En el 2018 Rodrigo vuelve a la pantalla chica con dos de los proyectos más importantes de Televisa ese año. La Piloto, serie de acción en la que se dio a conocer internacionalmente como Aldo Tapia, un agente de la DEA que combate a la mafia rusa. Y Like La Leyenda, serie juvenil en la que interpreta a Richie Comanche, un coach de superación personal cuyo romance con Victoria (Gina Castellanos) y cuyas riñas con Humberto (Oscar Schwebel) rindieron algunas de las escenas más divertidas de la trama.
Su proyecto más importante en Latinoamérica llegó en enero de 2019, cuando firmó contrato con W Studios para darle vida al mafioso italiano Piero Scarinci, en las dos primeras temporadas de El Dragón: El regreso de un guerrero (Univisión/Netflix). Con diálogos en español, italiano y en dialecto calabrés, Piero se revela un personaje doble cara, aparentemente aliado de Miguel Garza (Sebastián Rulli) pero en realidad uno de sus enemigos más peligrosos. La serie se posicionó entre las 10 más vistas de Netflix en más de 30 países.
Tras el cierre de las filmaciones de El Dragón: El regreso de un guerrero, Rodrigo firmó un contrato de dos años con la agencia canadiense Lucas Talent, por lo que se mudó la ciudad de Vancouver. 
Su primer trabajo en este nuevo mercado fue una participación en la aclamada serie The Flash (Netflix).
El sueño de obtener un papel protagónico en Hollywood se hizo realidad en el 2022, tras las filmaciones de la película Merry Textmas, de la cadena estadounidense Lifetime, en la que interpreta a Alex, un web designer de Texas, hijo de mexicanos, que se enamora de Gaby, cuya familia lo invita a pasar la Navidad en México y le regala la oportunidad de reconectarse con sus raíces.
Es parte del elenco principal de la serie The Spencer Sisters en el canal canadiense CTV. Su personaje, Antonio Pereira, es el dueño del restaurante brasileño de la ciudad de Alder Bluffs, casado con un oficial de policía interpretado por Thomas Olajide, cuya trama se entrelaza con la de la protagonista, Darby, interpretada por Stacey Farber.
En 2025 se desempeña como jurado del reality show La Gran Batalla, producido por el canal Red Uno. 

## Carrera musical
Fue semifinalista de los programas "Latin American Idol" (Sony Entertainment Television) e "Ídolos" (TV Record Brasil). En el 2009, grabó el disco "El origen del sonido" con el grupo OM, con el que realizó varias giras de conciertos por toda la República Mexicana donde se promocionaban sus sencillos "Lloraré por ti" y "Perdiendo la razón". Y en el 2011 lanzó su primer álbum como solista, Único, realizando la promoción de su primer sencillo «Todo es amor» en una gira por Centroamérica. Su disco debut cuenta con quince temas, ocho en español y siete en inglés, producidos por Guido Laris, productor internacionalmente reconocido por su trabajo con RBD. La mezcla del disco fue realizada en los estudios PlugIn Tunes en Nueva York y corrió a cargo de Orlando Calzada, ganador de un Grammy por su trabajo en el álbum "Survivor" de Destiny's Child.
Después de un lapso de 7 años en los que no realizó ningún lanzamiento musical, Rodrigo retoma su faceta de cantante en el 2018 con una canción romántica llamada "Acabo de soñar contigo", tema que compuso al despertarse una mañana en su cuarto de hotel en Acapulco durante las grabaciones de Destination Wedding. Con este tema Rodrigo promete que su nuevo enfoque musical serán las baladas.
Su siguiente sencillo vino acompañado de un conmovedor videoclip protagonizado por Oka Giner, actriz mexicana con la que ya había trabajado anteriormente en la serie La piloto.
Un año después, Rodrigo siguió grabando y lanzando lanzando nuevas canciones mientras trabajaba en las filmaciones de El Dragón: El regreso de un guerrero. Sálvame, Dime Que Sí y Sin Mirar Atrás - fueron bien recibidas por la prensa y por el público en general. Pero sin duda, su hit del 2019 fue Al Fin Te Encontré, en colaboración con la actriz y popstar mexicana Macarena García.
En marzo de 2020, Rodrigo Massa lanza su segundo álbum de estudio - La Fiesta - con 7 canciones en español, 4 en portugués y una en inglés. El videoclip estrenó en cadena nacional el 20 de abril a través del programa Acceso Total, en Telemundo.

## Teatro musical
En el 2016, Rodrigo firmó un contrato de dos años con Ocesa Teatro, gracias al cual obtuvo su primer papel protagónico en un musical de gran formato: Pepe, en Verdad o Reto - una obra que rindió tributo a la música de los 90s durante dos temporadas, la primera en el Teatro Banamex y la segunda en el Teatro Ignacio López Tarso.
Su segundo reto en el teatro musical, un año más tarde, fue el papel de Juan Ramón - uno de los protagonistas de la opereta inglesa Ayolante - que tuvo una exitosa temporada en el CENART (Centro Nacional de las Artes) en la Ciudad de México. Vale la pena mencionar que durante las últimas tres semanas tuvieron lleno total y que ninguno de los 32 actores tuvo suplentes, por lo que dieron todas y cada una de las funciones de la temporada.
Pero su logro teatral más importante ha sido sin duda alguna Mentiras el musical, el musical más longevo en la historia del teatro mexicano - 10 años ininterrumpidos. En el 2017 Rodrigo obtuvo el único papel masculino de la obra: Emmanuel, siendo testigo de importantes celebraciones como las 3000 representaciones y el récord de 1 millón de espectadores. Rodrigo también está confirmado para subir al escenario del Auditorio Nacional en febrero del 2019 en la presentación especial que festejará los 10 años de Mentiras.

## Filmografía
| Cine        | Cine                                 | Cine                  | Cine                        | Cine |
| Año         | Título                               | Papel                 | Producida por               |      |
| ----------- | ------------------------------------ | --------------------- | --------------------------- | ---- |
| 2011        | Vino Tinto                           | The Husband           | Dystopia Films              |      |
| 2013        | No se aceptan devoluciones           | Agente FBI 2          | Alebrije                    |      |
| 2017        | Destination Wedding                  | AJ                    | Hallmark                    |      |
| Televisión  |                                      |                       |                             |      |
| Año         | Título                               | Papel                 | Cadena                      |      |
| 2011        | Ni contigo ni sin ti                 | Mailman               | Televisa                    |      |
| 2012        | Como dice el dicho                   | Guillermo             | Televisa                    |      |
| 2012 - 2013 | México Suena                         | Host                  | Televisa                    |      |
| 2013        | 1 2 3 Clic                           | Host                  | Televisa                    |      |
| 2013        | Tú diriges                           | Host                  | Televisa                    |      |
| 2013 - 2014 | Elle México Diseña                   | Host                  | E! Entertainment Televisión |      |
| 2014        | El color de la pasión                | Amador Zúñiga (young) | Televisa                    |      |
| 2014        | Top Five                             | Host                  | TLC                         |      |
| 2015        | Un mal Date                          | Omar Santiago         | Blim                        |      |
| 2015        | Latin Stage                          | Host                  | Ritmoson                    |      |
| 2015 - 2016 | Zona Trendy                          | Host                  | E! Entertainment Televisión |      |
| 2017        | CJ Grand Shopping                    | Host                  | CJ                          |      |
| 2018        | La piloto                            | Aldo Tapia            | Televisa / Univisión        |      |
| 2018        | Like, la leyenda                     | Richie Comanche       | Televisa                    |      |
| 2019        | El Dragón: El regreso de un guerrero | Piero Scarinci        | Netflix                     |      |
| 2020        | The Flash                            | Piero                 | CW/Netflix                  |      |
| 2020        | Resident Alien                       | Waiter                | SYFY                        |      |
| 2020        | For The Sash                         | Sam                   | Short film                  |      |
| 2022        | Merry Textmas                        | Alex                  | Lifetime                    |      |
| 2023        | The Spencer Sisters                  | Antonio Pereira       | CTV                         |      |

## Discografía
Álbumes
- OM (2009)
- Único (2011)
- La Fiesta (2020)
- Ao Vivo Em São Paulo (2021)
- Acústico (2021)

Sencillos y videoclips
- Todo es Amor (2011)
- Acabo de Soñar Contigo (2018)
- Acabo de Sonhar Contigo - versión portugués (2018)
- El Mejor Amor Que Nunca He Tenido (2018)
- O Melhor Amor Que Eu Nunca Tive - versión portugués (2018)
- Sálvame (2019)
- Save Me - versión inglés (2019)
- Dime Que Sí - feat. Fercho Reyes (2019)
- Al Fin Te Encontré - feat Macarena García (actriz mexicana) (2019)
- Sin Mirar Atrás (2020)
- If I Close My Eyes - versión inglés (2020)
- La Fiesta (2020)
- Una Mujer Diferente (2021)
- Turn The Lights Off (2021)
- Via  De Mão Dupla (2022)
- Chamuco (2022)
- Sambando Na Sua Cara (2022)
- La Fiesta Remix feat (2022)
- How Could I Have Known - feat Andra) (2022)
- Cómo Le Explico A Mi Corazón (2023)